# Angelo Domenghini
Angelo Domenghini (ur. 25 sierpnia 1941 w Lallio) – włoski piłkarz niegdyś grający na pozycji napastnika. Grał w Mistrzostwach Europy w 1968 i Mistrzostwach Świata w 1970.
Karierę rozpoczynał w Atalancie BC. Następnie był piłkarzem Interu (164 mecze i 54 bramki), następnie Cagliari Calcio, AS Roma, Hellas Werona, U.S. Foggia i Olbia Calcio, zaś karierę zakończył w Trentino Calcio.